# Inkayacu
Inkayacu – rodzaj pingwina żyjącego w późnym eocenie, około 36 mln lat temu. Został opisany w 2010 roku przez Julię Clarke i współpracowników w oparciu o niemal kompletny niepołączony stawowo szkielet (MUSM 1444) obejmujący również odciski piór skrzydeł i tułowia oraz łusek kończyn tylnych. Szczątki odkryto w górnoeoceńskich osadach w Rezerwacie Narodowym Paracas w Peru. Nazwa Inkayacu pochodzi z języka keczua, w którym inka oznacza „cesarz”, a yacu – „woda”. Nazwa gatunkowa gatunku typowego, paracasensis, odnosi się do Rezerwatu Narodowego Paracas, gdzie odkryto szczątki pingwina.
Inkayacu osiągał znacznie większe rozmiary niż żyjące współcześnie pingwiny – holotyp mierzył około 1,5 m wysokości i ważył 54,6–59,7 kg, czyli około dwa razy więcej niż pingwin cesarski. Miał bardzo wydłużony dziób z rowkowanym czubkiem. Kości skrzydeł były stosunkowo smuklejsze niż u innych olbrzymich pingwinów, takich jak Icadyptes. We wszystkich zachowanych typach piór Inkayacu zanotowano obecność melanosomów, były one jednak mniejsze niż u współczesnych pingwinów. Ich morfologia i rozmieszczenie sugerują, że Inkayacu miał pióra ubarwione szaro i czerwono-brązowo. Pióra konturowe mają rozszerzoną stosinę. Ich ubarwienie waha się od jasnoszarego u podstawy do ciemnoszarego lub czarnego na dystalnym końcu, gdzie stosina zwęża się i znajduje się grupa skierowanych ku dystalnemu zakończeniu ciemnych promieni. Upierzenie Inkayacu cechowało się niezróżnicowanymi lotkami pierwszorzędowymi oraz szerokimi dutkami tułowiowych piór konturowych.
Według analizy filogenetycznej przeprowadzonej przez Clarke i współpracowników rodzaj ten jest najbliżej spokrewniony z dwoma gatunkami z rodzaju Palaeeudyptes oraz tzw. „Palaeeudyptes” z Burnside. Zdaniem autorów zmiany w morfologii melanosomów pingwinów mogły wynikać z hydrodynamicznych wymagań podczas podwodnego pływania.